# Jindřich Vedmoch
Jindřich Vedmoch (* 22. října 1967, Moravská Třebová) je český parašutista, několikanásobný mistr světa, Evropy i České republiky, z armádního sportovního oddílu Dukla Prostějov, kde byl v letech 1988-2015.
Parašutismu se věnuje od 17 let, od roku 1990 je v české reprezentaci. V roce 2001 měl na kontě 6 500 seskoků (cca po roce 2013 uvádí Dukla Prostějov přes 11 600), jeho disciplínami byly přesnost přistání a individuální akrobacie za volného pádu, pod vedením trenéra Ing. Jiřího Šafandy, první seskok provedl v roce 1983.

## Výkony a ocenění
- více než 30 medailí z mistrovství světa[3]
- 2007: 3. místo v anketě Sportovec roku města Prostějov a 5. místo týmy[4]
- 2014: druhé místo v hodnocení týmů Armádní sportovec roku (Libor Jiroušek, Jiří Gečnuk, Jindřich Vedmoch, Oldřich Šorf, Hynek Tábor)[5]
- 2015: uvedení do Síně slávy města Prostějov a také tým roku[6]

### Závodní výsledky
- 1992: MS, přesnost přistání
- 1994: MS, celkové hodnocení
- MS, soutěže družstev, 7x
- tři tituly armádního mistra světa a další medaile